# Mirrah Foulkes
Mirrah Foulkes es una actriz y directora de cine australiana, conocida por haber interpretado a Jo Mathieson en la serie All Saints.

## Biografía
Mirrah nació en Queensland y estudió en un retiro budista en Sunshine Coast. En la escuela, incursionó en el teatro comunitario. Después se trasladó a Melbourne donde estudió actuación. Más adelante se mudó a Perth y estudió en la Academia de Australia Occidental de Artes Escénicas (WAAPA, por sus siglas en inglés).
Está casada con el escritor y director David Michod.

## Trayectoria profesional
En 2005 fue actriz invitada en la serie Blue Heelers, donde interpretó a Deborah Masters. 
Entre otras películas australianas, en 2006 participó en Ezra White, LL.B y en 2007 se unió al elenco de la película dramática basada en los atentados de Bali Long Road to Heaven, y también actuó en Crossbow y en la película de drama y acción Spider.
En 2008 actuó en la película de horror Dying Breed, donde interpretó a Nina, y también en la película Netherland Dwarf.
Su primer rol importante en televisión llegó en 2009 cuando se unió al elenco de la exitosa seire australiana All Saints, donde interpretó a la paramédico especialista en rescate Jo Mathieson, quien se unió a la reciente creada Unidad de Respuesta Médica (MRU). Por su interpretación, en 2010 fue nominada a un premio logie en la categoría de 'Nueva Mejor Talento'.
En 2010 interpretó a Catherine Brown en la película de crimen y drama Animal Kingdom. En 2011 interpretó a Sophie en la película dramática Sleeping Beauty.
En 2013 se unió al elenco recurrente de la miniserie Top of the Lake, donde interpretó a Simone. Ese mismo año apareció en el primer episodio de la miniserie Power Games: The Packer-Murdoch Story, donde dio vida a Patricia Booker-Murdoch, la primera esposa del magnate australiano Rupert Murdoch (Patrick Brammall).
En marzo de 2014 se unió al elenco de la serie Secrets and Lies, donde interpretó a Nicole Hoebel, la hermana de Jess Murnane (Adrienne Pickering) y tía de la joven víctima Thom. Ese mismo año también se unió al elenco recurrente de la serie Hawaii Five-0, donde interpretó a la abogada Ellie Clayton hasta 2015.
En 2015 se unió al elenco principal de la serie The Principal, donde dio vida a la oficial de la policía Kellie Norton.
En 2019 dirige y escribe el guion de Judy y Punch, interpretada por Mia Wasikowska y Damon Herriman.

## Filmografía

### Series de televisión
| Año             | Título                                | Personaje             | Notas                      |
| --------------- | ------------------------------------- | --------------------- | -------------------------- |
| 2018 - presente | Harrow                                | Soroya Dass           | 10 episodios               |
| 2017            | The Crown                             | Helen King            | ep. "A Company of Men"     |
| 2015            | The Principal                         | Kellie Norton         | 4 episodios                |
| 2014 - 2015     | Hawaii Five-0                         | Ellie Clayton         | 4 episodios                |
| 2014            | Secrets & Lies                        | Nicole Hoebel         | 3 episodios                |
| 2013            | Deadbeat Dads                         | Susan                 | episodio "Pilot"           |
| 2013            | Power Games: The Packer-Murdoch Story | Patricia Murdoch      | episodio # 1.1 - miniserie |
| 2013            | Top of the Lake                       | Simone                | 4 episodios - miniserie    |
| 2012            | Devil's Dust                          | Rebecca Bourke        | 2 episodios - miniserie    |
| 2011            | Wild Boys                             | Jessie West           | 2 episodios                |
| 2009            | All Saints                            | Joanna "Jo" Mathieson | 37 episodios               |
| 2005            | Blue Heelers                          | Deborah Masters       | 2 episodios                |

### Películas
| Año  | Título                  | Personaje       | Notas                                                                                             |
| ---- | ----------------------- | --------------- | ------------------------------------------------------------------------------------------------- |
| 2015 | The Gift                | Wendy Dale      | Junto a Jason Bateman, Rebecca Hall, Joel Edgerton, Allison Tolman, Beau Knapp & Nash Edgerton    |
| 2014 | Vote Yes                | Susan           | corto - junto a Nathan Page, Miranda Tapsell & Hamish Maclennan                                   |
| 2013 | The Outlaw Michael Howe | Maria Lord      | Junto a Brendan Cowell, Damon Gameau, Matt Day & Damon Herriman                                   |
| 2013 | The Turning             | Fay             | Junto a Rose Byrne, Hugo Weaving, Miranda Otto, Callan Mulvey, Harrison Gilbertson & Susie Porter |
| 2012 | Cryo                    | Jacobs          | Corto - junto a Henry Nixon, Brendan Donoghue & Karl Beattie                                      |
| 2011 | Sleeping Beauty         | Sophie          | Junto a Emily Browning, Ewen Leslie, Nathan Page, Chris Haywood & Henry Nixon                     |
| 2010 | Animal Kingdom          | Catherine Brown | Junto a Guy Pearce, Anthony Hayes & Joel Edgerton, Ben Mendelsohn, Jacki Weaver & Luke Ford       |
| 2008 | Netherland Dwarf        | Rebecca         | corto - junto a Jack Egan, Ewen Leslie & Justin Rosniak                                           |
| 2008 | Dying Breed             | Nina            | Junto a Melanie Vallejo & Leigh Whannell                                                          |
| 2007 | Little Deaths           | Caroline        | Junto a Simon Barbaro, Nicky Whelan, Abe Forsythe, Magda Szubanski & Caroline Craig               |
| 2007 | Spider                  | Jill            | Corto - junto a Nash Edgerton & Joel Edgerton                                                     |
| 2007 | Crossbow                | Policía # 1     | Corto - junto a Lisa Chappell, Joel Edgerton & Nash Edgerton                                      |
| 2007 | Long Road to Heaven     | Hannah Catrelle | Junto a Kip Gamblin, Chris Hemsworth & Lynne McGranger                                            |
| 2006 | Ezra White, LL.B.       | Maestra         | Corto - junto a Leeanna Walsman & Dan Wyllie                                                      |

### Teatro
| Año  | Obra                       | Personaje | Director (a)   | Teatro | Notas                                                                           |
| ---- | -------------------------- | --------- | -------------- | ------ | ------------------------------------------------------------------------------- |
| 2011 | Love, Loss And What I Wore | -         | Wayne Harrison | -      | junto a Natalie Bassingthwaighte, Magda Szubanski, Judi Farr & Amanda Muggleton |
| 2003 | Pericles                   | -         | -              | -      | -                                                                               |
| 2003 | The Innocent Mistress      | -         | -              | -      | -                                                                               |
| 2003 | Phaedra                    | -         | -              | -      | -                                                                               |
| 2003 | Colour                     | -         | -              | -      | -                                                                               |
| 2003 | The Devils Tunict          | -         | -              | -      | -                                                                               |
| 2002 | Midsummer Night's Dream    | -         | -              | -      | -                                                                               |
| 2002 | The Three Sisters          | -         | -              | -      | -                                                                               |
| 2002 | Harlequinadet              | -         | -              | -      | -                                                                               |
| 1999 | Love Child                 | -         | -              | -      | -                                                                               |

## Premios y nominaciones
| Año  | Categoría                      | Premio      | Serie      | Resultado |
| ---- | ------------------------------ | ----------- | ---------- | --------- |
| 2010 | Most Popular New Female Talent | Logie Award | All Saints | Nominada  |